# فهرست بیمارستان‌های استان کهگیلویه و بویراحمد

## بیمارستان های یاسوج
| ردیف | نام بیمارستان            | نوع تخصص          | وضعیت                                 | آدرس                                                        | تلفن        |
| ---- | ------------------------ | ----------------- | ------------------------------------- | ----------------------------------------------------------- | ----------- |
| ۱    | بیمارستان شهید دکتر جلیل | تخصصی و فوق تخصصی | دولتی                                 | یاسوج، بلوار شهید قرنی                                      | 07433337001 |
| ۲    | بیمارستان امام سجاد      | عمومی             | دولتی                                 | یاسوج، خیابان دکتر جلیل جنب پردیس آموزشی دانشگاه علوم پزشکی | 07433221813 |
| ۳    | بیمارستان شهید بهشتی     | عمومی             | دولتی                                 | یاسوج، خیابان شهید منتظری                                   | 07433221813 |
| ۴    | بیمارستان شهید رجایی     | اعصاب و روان      | دولتی                                 | یاسوج، میدان امام حسین                                      | 07432224711 |
| ۵    | بیمارستان شهدای گمنام    | عمومی             | وابسته به سازمان تامین اجتماعی        | یاسوج، ابتدای بلوار ارم                                     | 074         |
| ۶    | بیمارستان سلمان          | اعصاب و روان      | وابسته به بنیاد شهید و امور ایثارگران | یاسوج، خیابان تختی                                          | 074         |

## بیمارستان های سایر شهرستان ها
| نام بیمارستان                         | نوع تخصص      | وضعیت              | آدرس                             | تلفن        |
| ------------------------------------- | ------------- | ------------------ | -------------------------------- | ----------- |
| بیمارستان شهید رجایی                  | عمومی         | دولتی              | گچساران                          | 0           |
| بیمارستان نرگسی                       | عمومی         | دولتی              | گچساران، میدان نرگس، خیابان نرگس | 0           |
| بیمارستان بی بی حکیمه خاتون (س)       | زنان و زایمان | دولتی              | گچساران، بلوار بی بی حکیمه خاتون | 07432337150 |
| بیمارستان بعثت (شهداي نفت)            | عمومی         | وابسته به شرکت نفت | گچساران                          |             |
| بیمارستان امام خمینی                  | عمومی         | دولتی              | دهدشت، بلوار پرستار              | 07432265903 |
| بیمارستان شهدا                        | عمومی         | دولتی              | باشت، بلوار شفا                  | 074         |
| بیمارستان سردار شهید حاج قاسم سلیمانی | عمومی         | دولتی              | لیکک، روبروی فرمانداری           | 074         |

## آمار بیمارستان ها
| رتبه | نام شهرستان      | تعداد بیمارستان | تعداد تخت | سرانه تخت به ازای هر هزار نفر جمعیت | دانشگاه علوم پزشکی تابعه |
| ---- | ---------------- | --------------- | --------- | ----------------------------------- | ------------------------ |
| ۱    | شهرستان بویراحمد | ۷               | ۹۰۴       | ۳/۲                                 | دانشگاه علوم پزشکی یاسوج |
| ۲    | شهرستان گچساران  | ۴               | ۳۵۴       | ۲/۸                                 | دانشگاه علوم پزشکی یاسوج |
| ۳    | شهرستان کهگیلویه | ۱               | ۲۳۵       | ۱/۸                                 | دانشگاه علوم پزشکی یاسوج |
| ۴    | شهرستان باشت     | ۱               | ۳۸        | ۱/۷                                 | دانشگاه علوم پزشکی یاسوج |
| ۵    | شهرستان بهمئی    | ۱               |           |                                     | دانشگاه علوم پزشکی یاسوج |
| ۶    | شهرستان دنا      | ۰               | ۰         | ۰                                   | دانشگاه علوم پزشکی یاسوج |
| ۷    | شهرستان چرام     | ۰               | ۰         | ۰                                   | دانشگاه علوم پزشکی یاسوج |
| ۸    | شهرستان لنده     | ۰               | ۰         | ۰                                   | دانشگاه علوم پزشکی یاسوج |
| ۹    | شهرستان مارگون   | ۰               | ۰         | ۰                                   | دانشگاه علوم پزشکی یاسوج |